# Brassavola cucullata
Brassavola cucullata es una especie de orquídeas de hábito epifítico originaria de Centroamérica. Es la especie tipo del género.

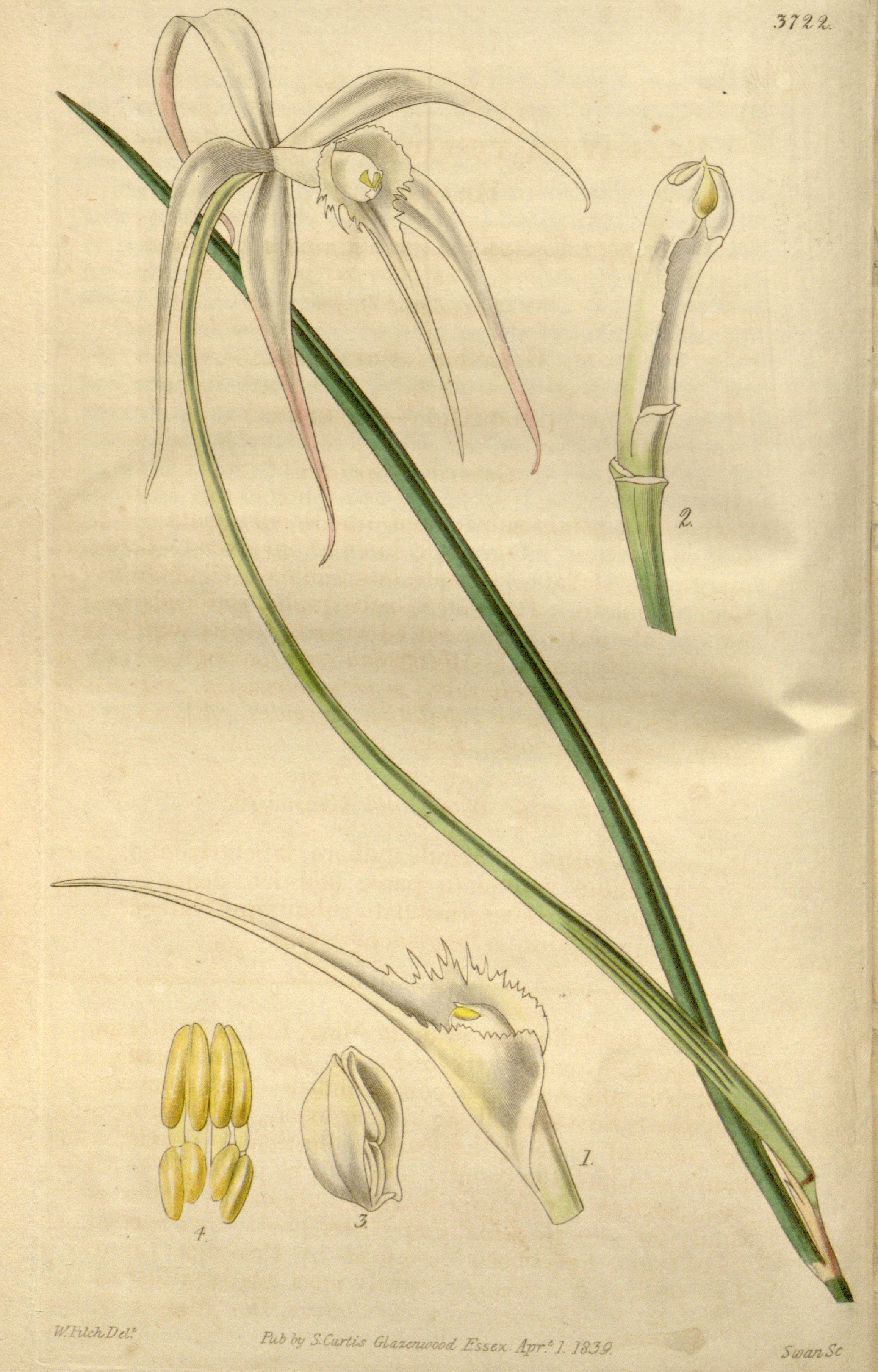
Ilustración

## Descripción
Es una orquídea de tamaño mediano, que prefiere el clima cálido y creciendo epifita con  tallos erectos a ascendentes, delgados, cilíndricos, articulados  envuelto por envolturas tubulares blancas, escariosas y llevando una sola hoja apical, subulada, linear, cilíndrica,  coriácea carnosa. Florece desde el verano hasta el otoño en una corta inflorescencia de 20 cm con pedúnculo que nace en la unión de la sola hoja y el tallo cilíndrico, las flores son aromáticas y nocturnas. Las flores con sépalos y pétalos verde-amarillentos con los bordes y el lado inferior manchados de café, labelo blanco con el ápice café, columna blanca; sépalos 9.5 cm de largo y 6.8 mm de ancho; pétalos 9.5 cm de largo y 5 mm de ancho en la base; labelo 8 cm de largo, largamente caudado-acuminado, adnado a la columna, los lobos laterales encorvados y fimbriados; columna 3-lobada, 16 mm de largo, dilatada. Las flores que aparecen más adelante en su campaña y se exponen a una ola de frío tendrán un aspecto rojizo.

## Distribución y hábitat
Se encuentra en México, Guatemala, Belice, El Salvador, Honduras, Nicaragua, Costa Rica, Panamá, Guyana Francesa, Surinam, Guyana, Venezuela, Colombia y Perú donde crece en los bosques costeros de hasta 1800 metros de altura. 

## Taxonomía
Brassavola cucullata fue descrita por  (L.) R.Br. en Hortus Kewensis; or, a Catalogue of the Plants Cultivated in the Royal Botanic Garden at Kew. London (2nd ed.) 5: 216. 1813.
Etimología
Ver: Brassavola
cucullata: epíteto latino que significa "cubierto, con tapa".
Sinónimos
- Bletia cucullata (L.) Rchb.f.
- Bletia cucullata var. cuspidata (Hook.) Rchb.f.
- Brassavola appendiculata A.Rich. & Galeotti
- Brassavola cucullata var. cuspidata (Hook.) Lindl.
- Brassavola cucullata var. elegans Schltr.
- Brassavola cuspidata Hook.
- Brassavola odoratissima Regel
- Cymbidium cucullatum (L.) Sw.
- Epidendrum cucullatum L. basónimo[4][5]